# کیبو
کیبو (آلمانی: Jede Woche eine neue Welt) شرکت خرده‌فروشی آلمانی است، که در زمینه عرضه قهوه و سایر محصولات و خدمات مصرفی فعالیت می‌نماید.
شرکت کیبو در سال ۱۹۴۹ توسط مکس هرز تأسیس شد و هم‌اکنون مالک شبکه‌ای از ۱۰۰۰ شعبه در سراسر جهان می‌باشد. دفتر مرکزی این شرکت در شهر هامبورگ قرار دارد و اکثریت سهام آن در اختیار مایکل هرز می‌باشد.